# Ribelles (Albanyà)
Ribelles és un terme despoblat de la comarca natural de la Garrotxa, actualment del terme municipal d'Albanyà i, per tant, administrativament pertanyent a la comarca de l'Alt Empordà. És ubicat a la capçalera de la Riera de Sant Aniol.
Ribelles és formada per dues valls de frontera diferenciades: Ribelles de Dalt i Ribelles de Baix.

## Història
L'ens local històric de Ribelles pertanyia a primers del segle xix al Corregiment de Figueres; abans de la Nova Planta, havia estat de la Vegueria de Besalú. Aquest poble va ser un dels que es va incorporar a mitjans del segle xix al municipi de Bassegoda (Albanyà). Així Bassegoda es va conformar a partir dels nuclis o disseminats del mateix poble de Bassegoda, Corsavell, Lliurona, Pincaró, Ribelles i Sous.

## Arquitectura
La parròquia d'aquest poble estava centrada a l'església romànica de Sant Julià de Ribelles, a Ribelles de Dalt. Al Segle XVII aquesta parròquia ja depenia de la d'Oix.
Una altra capella és la de Sant Corneli de Ribelles (a Ribelles de Baix, també anomenada Sant Corneli de la Muga), ja documentada el Segle XIII.
Un edifici destacable és la masia fortificada del Mas Sobirà, ubicada a un dels extrems de la Vall de Ribelles, a Ribelles de Baix.

Des del punt de vista històric, és remarcable per la seva ubicació i importància l'Hostal de la Muga, a prop de la frontera i de Sant Corneli de Ribelles, a Ribelles de Baix.
Les cases de pagès principals són el Morató, el Domer, Mas de l'Om, Pòlit, Moixernó, la Cabanya, Can Quel, el Camp del Roc, Cal Ros, Can Coll i els molins d'en Morató i d'en Casamor o de Dalt (Ribelles de Dalt). Pel que fa a Ribelles de Baix, hi destaquen l'Hostal de la Muga, el Prat, la Palla, el Mas Sobirà, el Torrents, Coll Roig, la Comella, Cal Coix, i els molins de la Palla i dels Torrents o de Balasc.